# FC Oltchim Râmnicu Vâlcea
Oltchim Râmnicu Vâlcea a fost o echipă de fotbal din municipiul Râmnicu Vâlcea care a evoluat în Liga a III-a.
În luna septembrie 2012 echipa de fotbal s-a desființat din cauza pierderii principalului sponsor, combinatul Oltchim, datorită problemelor cauzate de privatizarea acestuia. Deși mai mulți oameni din oraș au încercat să strângă fonduri pentru a menține echipa pe linia de plutire, nimic nu s-a mai putut face, iar antrenorii Ion Lazăr și Marian Deaconescu împreună cu jucătorii au trebuit să renunțe "la luptă". Potrivit unui comunicat, "chimiștii" au luat această decizie pentru a nu ajunge în imposibilitatea de a-și onora plățile către jucători și pentru a nu ajunge în incapacitatea de a-și putea finanța deplasările. Jucătorii din lotul Oltchim au devenit liberi de contract și au plecat la diverse cluburi din țară deși ar fi trebuit doar 40 de milioane(vechi) ca echipa să nu se desființeze, atât cât ar fi costat achitarea restanțelor către FRF iar până la finalul turului încă 440 de milioane de lei vechi. Din păcate nici un om cu bani din Vâlcea sau din țară nu s-a arătat interesat iar echipa s-a desființat.

## Palmares
Liga a III-a
- Câștigătoare (1): 2005–06

Liga a IV-a Vâlcea
- Câștigătoare (1): 1998–99